# Дивина
Дивина (слч. Divina) насељено је мјесто са административним статусом сеоске општине (слч. obec) у округу Жилина, у Жилинском крају, Словачка Република.

## Становништво
| Година:    | 1994. | 2004.   | 2014.   | 2024.   |
| ---------- | ----- | ------- | ------- | ------- |
| Број људи: | 2419  | 2522    | 2413    | 2456    |
| Разлика:   |       | +4,25 % | -4,32 % | +1,78 % |

| Година:    | 2023. | 2024.   |
| ---------- | ----- | ------- |
| Број људи: | 2460  | 2456    |
| Разлика:   |       | -0,16 % |

Према подацима о броју становника из 2024. године насеље је имало 2456 становника.